# ألفريد ستيغليتز
كان ألفريد ستيغليتز، الحائز على زمالة الجمعية الملكية للتصوير الفوتوغرافي (1 يناير 1864 – 13 يوليو 1946)، مصورًا فوتوغرافيًا أمريكيًا ومن مؤسسي الفن الحديث، وكان له دور فعال خلال مسيرته المهنية التي امتدت خمسين عامًا في جعل التصوير الفوتوغرافي صنفًا فنيًا معترفًا به. إلى جانب عمله في التصوير الفوتوغرافي، اشتهر ستيغليتز بالمعارض الفنية التي كان يديرها في نيويورك أوائل القرن العشرين، حيث قدّم العديد من الفنانين الأوروبيين الطليعيين للولايات المتحدة الأمريكية. تزوج من الرسامة جورجيا أوكيفي.

## نشأته وتعليمه
وُلد ستيغليتز في هوبوكين، نيوجيرسي، وكان الابن البكر للمهاجرين اليهوديين الألمانيين إدفارد ستيغليتز (1833-1909) وهيدفيغ آن فيرنر (1845-1922). كان والده ملازمًا أول في جيش الاتحاد وعمل تاجرًا للصوف. كان لستيغليتز خمسة أشقاء، هم: فلورا (1865-1890)، والتوءمان يوليوس (1867-1937)، وليوبولد (1867-1890)، وأغنيس (1869-1952)، وسلمى (1871-1957). كان ألفريد ستيغليتز في طفولته، إذ يرى العلاقة الوثيقة بين أخويه التوءمين، يتمنى لو يكون له توءم روحي هو أيضًا.
ارتاد ستيغليتز معهد شارلييه التعليمي، وهو مدرسة مسيحية في نيويورك، عام 1871. وفي العام التالي، بدأت عائلته تمضي العطلات الصيفية بجوار بحيرة جورج في جبال آديرونداك، واستمر ذلك التقليد بعد بلوغ ستيغليتز سن الرشد.
وفي سبيل أن يتأهل للحصول على قبول من كلية مدينة نيويورك، التحق ستيغليتز بمدرسة عامة لعامه الدراسي الثانوي الأول، غير أنه وجد التعليم النظامي قاصرًا. وفي عام 1881، باع إدفارد ستيغليتز شركته مقابل 40,000 دولار أمريكي وانتقل بعائلته إلى أوروبا لعدة سنوات تلت، كي يتسنى لأبنائه تلقي تعليم أفضل. التحق ألفريد ستيغليتز بمدرسة «ريل جيمنازيوم» في مدينة كارلسروه. وفي العام التالي، درس ألفريد ستيغليتز الهندسة الميكانيكية في جامعة برلين للتكنولوجيا، والتحق بصف لمادة الكيمياء يدرّسه العالم والباحث هرمان فيلهلم فوغل، الذي عمل على المعالجات الكيميائية التي تتضمنها عملية تطوير الصور الفوتوغرافية. وجد ستيغليتز في فوغل التحدي الأكاديمي الذي يحتاجه ومنفذًا لاهتماماته الفنية والثقافية المتنامية في الوقت نفسه. حصل على مخصص مالي شهري بلغ 1,200 دولار أمريكي (ما يعادل قيمة 31,154 دولارًا أمريكيًا في 2018).

## بوادر اهتمامه بالتصوير الفوتوغرافي
كان الفنانان الألمانيان أدولف فون مينزل وفيلهيلم هازيمان صديقين لستيغليتز. اقتنى أول كاميرا حظي بها وسافر في أنحاء الريف الأوروبي، يلتقط الصور للمناظر الطبيعية والفلاحين في ألمانيا وإيطاليا وهولندا، وكتب في ما بعد أن التصوير الفوتوغرافي «فتنني، أول الأمر بوصفه لعبة، ولاحقًا حين تحول إلى شغف، ثم إلى هوس».
في عام 1884، عاد والداه إلى أمريكا، لكن ستيغليتز ذا العشرين عامًا بقي في ألمانيا وراح يجمع الكتب التي تتحدث عن التصوير الفوتوغرافي والمصورين في أوروبا والولايات المتحدة. ومن خلال تعلمه الذاتي، رأى في التصوير الفوتوغرافي صنفًا فنيًا قائمًا بذاته. وفي عام 1887، كتب أول مقال له، بعنوان «كلمة أو اثنتان عن فوتوغرافيا الهواة في ألمانيا»، للمجلة الجديدة المصور الهاوي. ثم كتب بعد ذلك مقالات عن الجوانب التقنية والجمالية للتصوير الفوتوغرافي لمجلات في إنجلترا وألمانيا.
أحرز المرتبة الأولى عن عمله الفوتوغرافي المعنون المزحة الأخيرة، بيلاجيو عام 1887 في مسابقة مجلة المصور الهاوي. وفي العام التالي ربح الجائزتين الأولى والثانية في نفس المسابقة، وبدأت سمعته تذيع مع نشر عدة مجلات تصوير ألمانية وبريطانية لأعماله.
في عام 1890، توفيت أخته فلورا أثناء وضع مولودها، وعاد ستيغليتز إلى نيويورك.

## مسيرته المهنية

### نيويورك ونادي الكاميرا (1891-1901)
كان ستيغليتز يعتبر نفسه فنانًا، لكنه يرفض أن يبيع أعماله الفوتوغرافية. اشترى له والده شركة تصوير فوتوغرافي صغيرة كي يتسنى له أن يكسب معيشته من المهنة التي اختارها. ولأنه كان لا يتنازل عن مستوى الجودة العالي للصور ويدفع لموظفيه أجورًا مرتفعة، بالكاد حققت شركة «فوتوكروم إنغريفينغ» بعض الربح. كان يكتب بانتظام لمجلة المصور الأمريكي الهاوي، وفاز بجوائز عن أعماله الفوتوغرافية في عدة معارض، من ضمنها المعرض المشترك لنادي الكاميرا في بوسطن، وجمعية التصوير في فيلادلفيا، وجمعية المصورين الهواة في نيويورك.
في أواخر عام 1892، اقتنى ستيغليتز أول كاميرا محمولة حظي بها، وكانت آلة تصوير من طراز فولمر وَشوينغ تعمل على أفلام صفيحية بأبعاد 4×5، واستخدمها في التقاط اثنتين من أفضل صوره المعروفة، وهما شتاء، الجادة الخامسة والمحطة. وكان يستخدم في ما سبق ذلك كاميرا أفلام صفيحية بأبعاد 8×10 تتطلب منصبًا ثلاثي القوائم.
اكتسب ستيغليتز شهرة بسبب عمله في الفوتوغرافيا ومقالاته التي كانت ترسخ فكرة أن التصوير الفوتوغرافي صنف فني. وفي ربيع عام 1893، أصبح محررًا مشاركًا في مجلة المصور الأمريكي الهاوي. وفي سبيل تلافي ظهور التحيز في آرائه، ولأن شركة فوتوكروم كانت تطبع صور الحفر الضوئي للمجلة، رفض ستيغليتز أن يوضع له راتب مقطوع. وان يكتب معظم المقالات والمراجعات في المجلة، واشتهر بكلا المحتويين التقني والنقدي اللذين قدمهما.
في 16 نوفمبر 1893، تزوج ستيغليتز، وعمره 29 عامًا، من إيميلين أوبيرماير ذات العشرين عامًا، أخت صديقه المقرب وشريكه في العمل جو أوبيرماير، وحفيدة صانع الجعة صموئيل ليبمان، وأقاما زفافهما في مدينة نيويورك. كتب ستيغليتز لاحقًا أنه لم يكن يحب إيمي -كما كان اسمها الشائع- حين تزوجا، وأن زيجتهما لم تكتمل طوال عام على الأقل. وكونها ابنة لمالك مصنع جعة ثري، كانت قد ورثت المال عن أبيها. توصل ستيغليتز إلى الندم على قراره بالزواج من إيمي، إذ لم تشاركه اهتماماته الفنية والثقافية. لخص ريتشارد ويلان، كاتب سيرة ستيغليتز، علاقتهما بقوله إن ستيغليتز «كان يمتعض منها بمرارة لأنها لم تصبح توءمه». احتفظ ستيغليتز طيلة حياته بولع تجاه النساء الأصغر سنًا.
في بدايات عام 1894، ذهب ستيغليتز وزوجته في رحلة شهر عسل مؤجلة إلى فرنسا وإيطاليا وسويسرا. التقط ستيغليتز الصور الفوتوغرافية بغزارة خلال الرحلة، ما تأتى عنه بعض صوره المبكرة الشهيرة مثل قناة فينيسية وراتقة الشبكة ويوم مطير في البولفار، باريس. أثناء وجوده في باريس، التقى ستيغليتز بالمصور الفرنسي روبير دوماشي، الذي صار زميلًا وصديق مكاتبة له طيلة حياته. وفي لندن، التقى ستيغليتز بمؤسسَي «الحلقة المترابطة»؛ جورج دافيسون وألفريد هورسلي هينتون، وبقيا كلاهما صديقين وزميلين له خلال فترة كبيرة من حياته.
وفي وقت لاحق من ذلك العام، بعد عودته، اختير ستيغليتز بالإجماع ليصبح واحدًا من العضوَين الأمريكيين في الحلقة المترابطة. رأى ستيغليتز في هذا الإقرار الدافعَ الذي كان يحتاجه ليرتقي بمساعيه في الترويج للفوتوغرافيا الفنية في الولايات المتحدة. آنذاك، كان ثمة ناديان فوتوغرافيان اثنان في نيويورك، جمعية المصورين الهواة ونادي الكاميرا في نيويورك. تخلى ستيغليتز عن منصبه في شركة فوتوكروم ووظيفته التحريرية في مجلة المصور الأمريكي الهاوي، وأمضى معظم عام 1895 يخوض في مفاوضات لدمج هذين الناديين.

## روابط خارجية
- ألفريد ستيغليتز على موقع IMDb (الإنجليزية)
- ألفريد ستيغليتز على موقع الموسوعة البريطانية (الإنجليزية)
- ألفريد ستيغليتز على موقع إن إن دي بي (الإنجليزية)
- ألفريد ستيغليتز على موقع ديسكوغز (الإنجليزية)